# Kundenbetreuung
Kundenbetreuung (englisch customer care) ist in der Wirtschaft eine Funktion oder Organisationseinheit in Unternehmen, die sich mit der Akquise, dem Vertrieb von und dem Kundendienst für Produkte oder Dienstleistungen gegenüber Kunden befasst. 
Die Kundenbetreuung ist Teil des Customer-Relationship-Managements (CRM) mit dem Ziel einer erhöhten Kundenzufriedenheit und langfristigen Kundenbindung. Die Kundenbetreuung wird als Instrument des After-Sales-Managements verstanden. Die in der Kundenbetreuung tätigen Arbeitskräfte heißen Kundenbetreuer (englisch Account-Manager). Die Tätigkeit der Kundenbetreuer muss überwiegend in der Herstellung und Pflege von direkten Kundenkontakten bestehen. Die Kundenbetreuer müssen eine Geschäftsbeziehung zu potenziellen Kunden durch Akquise erschließen oder zu bestehenden Stammkunden im Rahmen einer aktiven Marktbearbeitung pflegen.

## Arten
Unterschieden wird zwischen der minimalen und der individuellen Kundenbetreuung. Die minimale Kundenbetreuung besteht aus der kleinstmöglichen sinnvollen Kontaktfrequenz und verfolgt ausschließlich das Ziel der Kundenbindung, wobei zwei Kontakte innerhalb eines Jahres nicht unterschritten werden sollten. Die individuelle Kundenbetreuung wird bei ausgewählten Zielgruppen nach Prioritäten aus der ABC-Analyse angewandt und ist explizit auf Verkauf ausgerichtet.

## Funktionstrennung
Bei Kreditinstituten fordert die Bankenaufsicht durch die MaRisk eine strikte Funktionstrennung zwischen der Kundenbetreuung als Frontoffice und der Marktfolge als Backoffice. Hierdurch werden einerseits das Vier-Augen-Prinzip gewahrt und andererseits mögliche Interessenkonflikte vermieden. Beispielsweise ist im Kreditgeschäft die Kundenbetreuung von der Kreditanalyse, der Kreditsachbearbeitung und dem Risikomanagement getrennt organisiert. 
Auch bei Nichtbanken ist eine Funktionstrennung zwischen Frontoffice (Marketing, Vertrieb, Kundenbetreuung) und Backoffice des Innendienstes (Auftragsabwicklung, Fakturierung, Produktion, Reklamation) sinnvoll, um mögliche Interessenkonflikte etwa bei Reklamationen zu vermeiden.

## Wirtschaftliche Aspekte
Die Kundenbetreuung ist eingebettet in das Kundenmanagement oder das spezielle Key-Account-Management für Schlüsselkunden mit hohem Kundenwert. 
Ziel der Kundenbetreuung ist neben der Schaffung einer Kundenbindung auch die Erhöhung oder Stärkung der Kundentreue. Die Kundenbetreuung bedarf einer Kommunikation mit Kunden, die entweder durch Kommunikationsmittel (Geschäftsbriefe, E-Mails, Telefon, Videokonferenz) oder durch Kundenbesuche im Rahmen des Außendienstes stattfindet. Geschieht die Kontaktaufnahme durch die Kundenbetreuung, wird von einer Primäransprache gesprochen. Kontakte, die auf Kundeninitiative hin zustande kommen, sind keine Kundenbetreuung, sondern Dienstleistung am Kunden.
Die Kundenbetreuung wird durch den Kundendienst unterstützt, der die Aufgabe hat, die Differenz zwischen der vom Kunden subjektiv erwarteten (Kundenerwartung) und der wahrgenommenen Leistung eines Produkts zu beseitigen. Die Kundenbetreuung kann das Kaufverhalten von Kunden dahingehend beeinflussen, indem sie versucht, die wichtigsten Formen der Kundentreue (Ladentreue, Markentreue und Produkttreue) herzustellen.
Umstritten ist, ob Outbound-Callcenter oder Telefonverkauf organisatorisch zur Kundenbetreuung im weiteren Sinne gehören. Das Callcenter wird auch „Kundenbetreuungszentrum“ (englisch Customer-Care-Center) genannt, was sprachlich Betreuungsfunktionen nahelegt. Es erfolgt zwar ein Kundenkontakt durch Kommunikationsmittel, meist fehlt es jedoch an permanenten Kontakten und Individualbetreuung, weil alleine die Akquise im Vordergrund steht, der Kundennutzen oft jedoch nicht.